# موشيه يعلون
مُوشِي يَعْلُون (بالعبرية: משה יַעֲלוֹן) واسمه الأصليُّ مُوشِي سِمِيلَانِسْكِي (مواليد 1950) وزير الدفاع الأسبق في الحكومة الإسرائيلية، وعضو في المجلس الوزاري المصغر للشؤون السياسية والأمنية، وعضو كنيست من كتلة «حزب الليكود». شغل في السابق منصب نائب رئيس الحكومة، ووزيرا للشؤون الاستراتيجية، وكذلك رئيس هيئة الأركان العامة ال17 للجيش الإسرائيلي.

## مرحلة الطفولة والشباب
ولد يعلون في كريات حاييم واسمه موشي سميلانسكي، والده داويد سميلانسكي من مواليد أوكرانيا، عمل في مصنع «شِمن»، وأمه باتيا زيلبر إحدى الناجيات من كارثة المحرقة ومن مواليد غليتسيا. يعلون هو الابن الثاني في عائلة مكونة من ثلاثة أبناء، وقد حصل على كنيته «بوغي» في سن العاشرة من قبل أولاد الجيران الذي واجهوا صعوبة في مناداته «موشيك»، كما كان الجميع ينادونه في تلك الأيام.
في فترة الثانوية كان طالباً متفوقاً في المسار العلمي، وكان يعزف على الكلارنيت وعضواً في الفرقة الموسيقية للشبيبة في حيفا. ومنذ مرحلة الطفولة كان عضواً في حركة «الشبيبة العاملة والمتعلمة». في عام 1967 أطلق اسم «يعلون» على الحركة التي أرسلت إلى كيبوتس «يعلون» في منطقة العربا (وادي عربة)، فأراد موشي سمولينسكي أن يعبر عن تعاطفه مع هذه الفكرة الطلائعية، فغيّر اسم عائلته إلى يعلون.
انضم يعلون كعضو إلى كيبوتس غروبيت في العربا (وادي عربة)، حيث عمل هناك كمشغل لآلة حفر، ولا يزال عضواً في الكيبوتس وله بيت هناك، لكنه يسكن في مكابيم ريعوت.
يعلون متزوج من عيدا وهو أب لثلاثة أطفال، ويحمل درجة البكالوريوس في العلوم السياسية من جامعة حيفا.

## الخدمة العسكرية
انضم يعلون في عام 1968 لالجيش الإسرائيلي في إطار فرقة «غرعين هناحال»، وتطوع لفرقة المظليين في كتيبة مظليي «هناحال». ومن خلال خدمته هناك خضع لدورة تدريب وتأهيل ليصبح مقاتلاً، وكان قائد فصيلة متفوق في كتيبة مظليي «هناحال» وأنهى خدمته العسكرية النظامية برتبة ملازم أول في عام 1971.
مع اندلاع حرب يوم الغفران في تشرين الأول/ أكتوبر 1973، انضم يعلون لخدمة الاحتياط في فرقة المظليين رقم 55، التي كانت تحت قيادة «داني مط». والتي شاركت في الحرب على الجبهة المصرية وكانت أول من نجح في عبور قناة السويس في إطار حملة «فرسان القلب».
في أعقاب الحرب عاد يعلون للخدمة الدائمة وأنهى بامتياز دورة ضباط. ومع نهاية الدورة عاد ليتولى مناصب قيادية في الفرقة 50، وشغل منصب قائد قسم في ظل قيادة رئيس الكتيبة يتسحاك ايتان. فيما بعد عين يعلون قائداً للفرقة الخاصة في المظليين. وفي عام 1979 دعي من قبل نحميا تماري ليقود فرقة التدريبات التابعة بالفرقة الخاصة بالأركان العامة، وفي وقت لاحق عين نائباً لقائد الوحدة، عوزي ديان.
في نيسان/ أبريل 1982 عاد للعمل في الوحدة الخاصة بالأركان العامة، ومع اندلاع حرب لبنان عين نائباً ثانٍ شاي أفيتال. ثم عمل قائد كتيبة، وهي الكتيبة 890 في المظليين، وفي أيار/ مايو 1985 أصيب خلال مطاردة قادها خلف عناصر من المجاهدين في لبنان. وبعد أن تماثل للشفاء خرج لاستكمال دراساته العليا في كلية القيادة في كمبرلي في انجلترا، وبعد عودته عين يعلون في منصب قائد الفرقة الخاصة لهيئة الأركان. في نهاية فترة خدمته في الفرقة حصل على اللقب الأول في العلوم السياسية من جامعة حيفا واجتاز دورة تدريبية خاصة بالمدرعات.
في عام 1990 أصبح قائد كتيبة المظليين، وبعد عامين عين قائداً لمنطقة يهودا والسامرة (الضفة الغربية) برتبة ميجر جنرال. وفي عام 1993 عين قائداً لقسم تدريب وحدات المشاة في معسكر الجنود «تسيئليم» وقائد وحدة المدرعات في لواء الشمال، وفي عام 1995 حصل على رتبة جنرال وشغل منصب رئيس شعبة الاستخبارات في الجيش.
في عام 1998، شغل يعلون منصب قائد لواء المركز، وبعد عامين عُين في منصب نائب رئيس الأركان (عندما شغل شاؤول موفاز منصب رئيس الأركان)، ومع نهاية فترة موفاز عين يعلون في 9 تموز/ يوليو رئيساً لأركان الجيش الإسرائيلي السابع عشر.

## رئيس أركان
عين يعلون رئيس أركان الجيش الإسرائيلي في تموز/ يوليو 2002، وشغل هذا المنصب لمدة ثلاث سنوات. وانتهت فترة يعلون في رئاسة الأركان في 1 حزيران/ يونيو 2005، وخلفه في منصبه نائبه، الجنرال دان حلوتس. في 30 أيار/ مايو شارك يعلون في احتفال الهبوط بالمظلات الذي أجري إحياءً لذكرى مرور 60 عاماً على انتصار الحلفاء على دول المحور في الحرب العالمية الثانية، وكان برفقته عدد من الضباط والمقاتلين من الحلفاء، وبذلك اختتم 37 سنة من الخدمة في الجيش الإسرائيلي.

## بعد انتهاء خدمته في الجيش
في عام 2006 أقام يعلون في واشنطن كزميل عسكري رفيع المستوى في معهد واشنطن لسياسات الشرق الأوسط. ومنذ عام 2006 حصل يعلون على لقب زميل رفيع المستوى في معهد أديلسون للدراسات الإستراتيجية في مركز «شلم»، وكان رئيس مركز الثقافة والهوية اليهودية في بيت مورشا في القدس، ورئيس جمعية «شكل»- (تقدم خدمة جماهرية لذوي الاحتياجات الخاصة) وزميل في معهد الإستراتيجية الصهيونية.

## التوجهات السياسية
يتحدث يعلون عن توجهاته السياسية بالتفصيل في كتابه «طريق طويلة قصيرة»، الذي صدر في أيلول/ سبتمبر 2008. وفيما يلي لمحة إلى ما ورد في كتابه: حسب يعلون، خطة الانفصال في عام 2005 هي التي أدت إلى صعود منظمة حماس في قطاع غزة بعد بضعة أشهر من تنفيذها، وبهذا النحو يبرر يعلون معارضته خطة الانفصال.
يشدد يعلون في كتابه على أنه قد تربى على قيم اليسار، وقال إن «حياة البشر هي فوق اعتبار الأرض». أي أنه يفضل السلام على أرض إسرائيل كاملة. ولكن، بما أن كل انسحاب يولد موجة من الإرهاب في الوقت الراهن، فإنه يتعين على دولة إسرائيل ألا تقوم بأي انسحابات أخرى. الطريق التي تؤدي إلى السلام في الوقت الراهن تسمى في كتابه «الطريق القصيرة». ويقترح يعلون في كتابه أن «الطريق الطويلة» التي تتجنب في هذه المرحلة أي انسحاب إضافي، بأنها هي الطريقة التي ستبين للعرب مدى قوة دولة إسرائيل، وهي فقط التي ستجلب السلام، ويقول إن «الطريق الطويلة هي القصيرة» ومن هنا جاء اسم الكتاب.
ويوضح يعلون بأن المستوطنات ليست أصل الدافع الفلسطيني للقيام بالعمليات الإرهابية. السبب الرئيسي للإرهاب يكمن في التربية الفلسطينية. في عهد ياسر عرفات - بعد التوقيع على اتفاقيات السلام - كانوا الفلسطينيون يعلمون في المدارس الفلسطينية بأن إسرائيل هي كلها للعرب، ولا مكان للشعب اليهودي ما بين نهر الأردن والبحر المتوسط. في مؤتمر القدس الذي عقد في شباط/ فبراير 2010 قال يعلون: «يجب تبني توجه لبناء الأسس للسلطة الفلسطينية من الأسفل إلى الأعلى، بحيث تتغير الرسالة التربوية إلى رسالة تدعم السلام وتعارض التحريض والإرهاب والكراهية. وإذا لم يتحقق ذلك بالكامل، فقد يتحول أي اتفاق سلام إلى مجرد هدنة مؤقتة تستغل من قبل الجماعات الإرهابية للتزود بالسلاح واستعماله ضدنا في الجولة التالية».
«النزاع في البلاد هو جزء من حرب ثقافات تدور في الشرق الأوسط ما بين الثقافة الغربية التي تقدس الحياة، وبين الإسلام الجهادي الذي يقدس الموت. وإسرائيل هي مركز يجذب إليها النار في هذه الحرب. إن العداوة الأساسية ضد إسرائيل تكمن في النظرة إليها على أنها تمثل الغرب في المنطقة أي الشرق الإسلامي. وهذا هو السياق الذي يجب أن نرى من خلاله النزاعات في المنطقة. ومن هنا يمكن الاستنتاج بأن مقولة» سلام مقابل الأراضي«هي بعيدة كل البعد عن واقع المنطقة. علينا أن نتغلب على التهديد الإسلامي الجهادي كي ننتصر في حرب الحضارات».

## سيرته السياسية
في 17 تشرين الثاني/ نوفمبر من العام 2008، قرر يعلون الانضمام إلى حزب الليكود برئاسة بنيامين نتنياهو والتنافس في الانتخابات الداخلية لقائمة الليكود للكنيست الثامنة عشرة. في الانتخابات التمهيدية احتل يعلون المركز الثامن في قائمة الليكود للكنيست الثامنة عشرة. ومع تولي حكومة نتنياهو الثانية للسلطة، تم تعيين يعلون لمنصب نائب رئيس الحكومة، ووزير الشؤون الإستراتيجية وعضو في المجلس الوزاري المصغر للشؤون السياسية والأمنية.
دعم يعلون قرار المجلس الوزاري المصغر في تشرين الثاني/ نوفمبر 2009 بتجميد البناء الخاص الجديد في الضفة الغربية لمدة عشرة أشهر.
وخلال عملية اعتراض السفن المتوجهة إلى غزة في أيار/ مايو 2010 كان يعلون نائب رئيس الحكومة، وبسبب غياب نتنياهو عن البلاد، دافع عن القرار بوقف أسطول السفن وعن قرار إطلاق النار على السفن المتوجهة إلى قطاع غزة، لكنه أضاف قائلاً: «في المكان الذي توزع فيه أوسمة القتال، يجب أيضاً فحص سير القتال». في تشرين الأول/ أكتوبر 2011، عندما عرضت الحكومة الاتفاق لإطلاق سراح جلعاد شاليط للتصويت، صوت الوزير يعلون ضد الصفقة.
عُيّن يعلون في 17 مارس (آذار) وزيرا للدفاع، ضمن تركيب الحكومة عقب الانتخابات للكنيست (البرلمان) ال19، خلفا للوزير ورئيس هيئة الأركان العامة في السابق، إيهود باراك، وفي 20 مايو 2016 قدمَ يعلون استقالته من منصب وزير الجيش الإسرائيلي.

## روابط خارجية
- موشيه يعلون على موقع مونزينجر (الألمانية)